# Stojary
Le festival Stojary est un festival de cinéma s'étant tenu de 1995 à 2005 à Kiev (Ukraine).

## 1995
| Nomination                                       | Acteur                | Film                                       | Réalisateur                    | Pays    |
| ------------------------------------------------ | --------------------- | ------------------------------------------ | ------------------------------ | ------- |
| Prix du meilleur acteur                          | Gueorgui Drozd (en)   | La Noce de la mort                         | Nikolaï Machtchenko            | Ukraine |
| Prix du meilleur acteur                          | Alexandre Peskov (ru) | American boy                               | Boris Kvachnev (uk)            | Russie  |
| Prix de la meilleure actrice                     | Inna Kapinos (ru)     | Les Nuits de cerises                       | Arkadi Mikoulski (ru)          | Ukraine |
| Prix de la meilleure actrice dans un second rôle | Galina Soulima (uk)   | La Noce de la mort                         | Nikolaï Machtchenko            | Ukraine |
| Prix du meilleur acteur dans un second rôle      | Bohdan Stoupka        | Fuzhou                                     | Mykhaïlo Ilienko               | Ukraine |
| Prix du meilleur acteur dans un second rôle      | Bohdan Stoupka        | Helly et Nok                               | Vadim Ilienko (ru)             | Ukraine |
| Prix du meilleur espoir                          | Ivanka Ilienko (uk)   | Fuzhou                                     | Mykhaïlo Ilienko               | Ukraine |
| Prix de la meilleure actrice non professionnelle | Natalia Raskokokha    | Fuzhou                                     | Mykhaïlo Ilienko               | Ukraine |
| Prix du meilleur acteur non professionnel        | Vadim Skouratovski    | Chanteuse Joséphine et le peuple de souris | Sergueï Masloboïchtchikov (uk) | Ukraine |
| Prix du meilleur acteur dans un court métrage    | Bohdan Beniouk (uk)   | Broderie                                   | Vassili Dombrovski (uk)        | Ukraine |

Prix supplémentaires 1995 :
| Prix                 | Acteur                | Film                  | Réalisateur          | Pays    |
| -------------------- | --------------------- | --------------------- | -------------------- | ------- |
| Prix des spectateurs | Vladimir Gostioukhine | American boy          | Boris Kvachnev       | Russie  |
| Prix des spectateurs | Anatoli Khostikoïev   | La Rançon             | Vladimir Balkachinov | Ukraine |
| Prix des spectateurs | Andreï Ankoudinov     | Un bébé pour novembre | Alexandre Pavlovski  | Russie  |